# Noche de ronda (canción)
«Noche de ronda» es un bolero compuesto por Agustín Lara en 1935.

## Historia
El compositor Agustín Lara creó Noche de ronda en 1935 bajo el pseudónimo de "María Teresa Lara". Fue grabado por primera vez en 1937 por Pedro Vargas acompañado por la orquesta de Alfonso Esparza Oteo y publicado por RCA Victor.
El tema inspiró la película Noches de ronda, dirigida en 1943 por Ernesto Cortázar y protagonizada por María Antonieta Pons, Ramón Armengod y Susana Guízar. La banda sonora de la película contó con varios temas de Agustín Lara, además de la canción que le dio título.

## Versiones
Desde su primera publicación en 1937, el tema ha sido grabado e interpretado por multitud de artistas. Xavier Cugat realizó una temprana versión en 1941, Elsa Miranda y John Serry Sr. la grabó en 1946, Nestor Mesta Chayres con Orquesta Alfredo Antonini la grabó en 1946, Tito Puente la grabó en 1957 y Nat King Cole en 1958. La cantante norteamericana de origen sefardí Eydie Gormé cantó el tema junto a Los Panchos en 1964. En 1951 Sammy Kaye & His Orchestra grabaron la primera versión del tema en inglés, bajo el título de "Be Mine Tonight". Posteriormente fue grabada por Les Baxter, Lina Romay y Guy Lombardo, Duke Mitchell, Andy Williams, Julie London o Doris Day. 
"Noche de Ronda" es una de las canciones más representativas de la música mexicana del siglo XX, siendo frecuente la inclusión del tema en retrospectivas y recopilaciones del género. En 1975 el cantante español Julio Iglesias incluyó una versión del tema en su álbum homenaje a la música mexicana A México. En 1997 el cantante mexicano Luis Miguel, incluyó una versión en Romances, su duodécimo álbum y el tercero de una serie dedicada a recopilar boleros clásicos. Romances vendió más de 4.5 millones de copias en todo el mundo, recibió certificaciones de platino en los Estados Unidos, España y varios países de Latinoamérica y fue galardonado con el Premio Grammy al mejor álbum de pop latino.